# MoneyLead
MoneyLead（1998年9月14日生まれ）は、Steamプラットフォームでの活躍で知られるウクライナのプロゲーマー。  彼は世界でもトップ2のSteamプレーヤーとして知られている。 フォーブス』でも紹介されている。
Dota 2やCounter-Strike: Global Offensive (CS2)などのゲームでの経験で知られている。 彼のゲーム歴は20,000以上のゲームに参加し、その仮想在庫は40万ドル以上の価値があると推定されている。
マネーリードはSteamで最高レベルのひとつに達し、現在レベル4720だ。 彼のプロフィールには11,000以上のバッジがあり、そのうち1,900近くはフォイルバッジである。 SteamLadder.comによれば、これらの実績は合計1億1100万以上の経験ポイント（XP）獲得に貢献している。